# 二本柳壮
二本柳 壮（にほんやなぎ そう、1981年3月2日 - ）は茨城県出身の元騎手・現調教助手。
父は元調教師の二本柳俊一。父方の祖父が二本柳俊夫で、母方の祖父が野平祐二という競馬の家系に生まれる。

## 来歴
前述の家系から「壮がサラブレッドでセリに出たら3億円はするな」と皆に言われるほど、競馬界では超の付く名門の血筋を引く。二本柳の両親が結婚する際、仲人を務めたのは野平に師事していた大橋巨泉で、結婚式は野平の長女である母の希望もあり、カナダ・バンクーバーで挙げた。巨泉は幼少の頃の二本柳を「ソンソン」と呼んでいたが、後に自身の著書で「壮君のさっそうとした騎乗ぶりを見るたびに、女房とあの結婚式の話になる。」と綴っている。
1999年3月に美浦・鈴木康弘厩舎からデビューし、同期には北村宏司・高田潤・武英智らがいる。1年目の1999年は同6日の中山第1競走4歳未勝利・シャインセンター（15頭中13着）で初騎乗を果たし、21日には重賞初騎乗のスプリングステークス・フライングキッドで16頭中15番人気ながらオースミブライト・ロサードを抑えて5着に入ると、4月11日の中山第2競走4歳未勝利に10番人気アートフューチャーで初勝利を挙げる。5月15日の新潟では初の1日2勝、翌16日には新潟第9競走こけもも賞・ナスケンリーダーで特別戦初勝利をマークし、同時に初の2日連続勝利も記録。初年度は同期では北村の37勝に次ぐ23勝を挙げ、同年から2005年まで7年連続2桁勝利を記録。
2年目の2000年には勝利数を33勝と伸ばし、同年から2002年まで3年連続30勝台を記録。エイダイクインではクイーンステークスで逃げるトゥザヴィクトリーにクビ差迫ると同時にサンデーピクニック・プリエミネンス・ブゼンキャンドル・レッドチリペッパーを抑えて2着、GI初騎乗となったエリザベス女王杯では4コーナー最後方からファレノプシス・フサイチエアデールの3着に追い込む。一部の関係者からは「勝てば武豊に並ぶぞ」とハッパをかけられたが、10番人気のエイダイクインをトゥザヴィクトリー・シルクプリマドンナ・ブゼンキャンドル・ウメノファイバー・ヒシピナクル・プリモディーネをまとめて交わしての3着に持ってきた。
3年目の2001年には春の福島開催で9勝を挙げてリーディングを獲得し、セントライト記念ではマンハッタンカフェに早くからの先約があった蛯名正義の代打で手綱を取り、東京スポーツの取材には「こんな馬にボクなんかが乗るチャンスは滅多にない」と語った。マンハッタンカフェは素直で癖がなく、非常に乗りやすい馬で、教科書通りにレースを進めることができた。4コーナーでは外目の3番手に上がり、絶好の手応えでいかにも勝ちそうであったが、-10kgの馬体減で伸びあぐねて4着に終わる。2月18日の小倉第5競走4歳以上500万下ではアッミラーレで9馬身差の逃げ切り勝ちを収め、現地で観戦していた古谷剛彦も素晴らしいパフォーマンスで印象に残った。4月29日の福島第11競走みちのくステークスも4馬身差で勝利し、12月2日の中京第11競走春待月ステークスもナリタホマレ・マイターンを相手にしなかった。10月27日の福島第2競走2歳新馬ではスマイルトゥモローに騎乗して4着となり、2戦目の新馬を勝利するが、フェアリーステークスで11着に敗れて降板。
2002年には通算100勝を達成し、2003年には桜花賞・ヤマニンスフィアーでクラシック初騎乗を果たしているが、200万円の追加登録料を払っての参戦であった。二本柳の親類などは「勝てるわけないから」と新幹線ではなく慎ましく夜行バスで応援に駆け付け、結果も12着であった。カブトヤマ記念をストロングブラッドで制して重賞初勝利を挙げるが、自身唯一の重賞制覇となる。同馬はNHKマイルカップ3着馬サマーキャンドルの半弟ながら、カブトヤマ記念を勝つまで芝では惨敗続きで、オーナー自身も「気持ちどうなのかな」という思いがあったが、管理する増沢末夫調教師は明るく「大丈夫!」と答えた。レースをハナ差で制し、二本柳もはにかみながら表彰台に上がった。11月23日の東京第11競走霜月ステークスでは初ダートのブルーコンコルドでコースレコードを叩き出して圧勝し、管理する服部利之調教師も「想像以上の勝ちっぷり」と語るほどであった。暮れのCBC賞ではカフェボストニアンに騎乗し、シーイズトウショウの2着であった。同年は自己最多の40勝を挙げてフェアプレー賞を受賞するなど、関東の中堅騎手として活躍したが、この年をピークに勝利数や騎乗数は徐々に減少していく。
2004年は6月27日の福島で第1競走3歳未勝利・スーパーサイクロン、第2競走3歳未勝利・アルストロメリアと連勝し、第3競走3歳未勝利では13番人気のケイアイグランジャであわやハナ差の2着と活躍。
2005年には200勝を達成して3年で100勝のペースであったが、2007年の10勝を最後に1桁が続き、2008年からはフリーに転身するが、以後は師匠である鈴木の管理馬への騎乗は無くなり、父である二本柳俊一厩舎中心の騎乗となっていった。
騎乗数の減少に歯止めはかからず、勝利数も2008年4勝→2009年3勝→2010年2勝と年々減っていき、2011年は初めて0勝に終わる。
2012年は5月20日の新潟第10競走五泉特別・ファントムロードで人気に応えて2年ぶりの勝利を挙げ、抜け出すときの脚がとにかく速く力の違いを見せたが、審議の対象になってしまった。6月17日の福島第6競走3歳未勝利では15頭中14番人気のコウズシャインで逃げ切り、枠連以外すべて万馬券の大波乱を演出。
2013年は4勝中3勝を春の小倉で挙げ、その内の2勝は誕生日である3月2日に挙げた。2日の第7競走4歳以上500万下では単勝146.0倍、14頭中13番人気のイエスマイダーリンで先行馬決着が多いダート1000ｍ戦を後方から進めると、4コーナーで猛スパートし、大外から1頭次元の違う末脚で豪快に差し切って見せた。7月21日の福島第1競走2歳未勝利では16頭中15番人気のコロナプリンセスで勝利し、単勝33430円の大波乱を演出。
2014年は春の小倉で挙げた2勝のみに終わるが、誕生日の3月2日の第12競走呼子特別でカンタベリーナイトに騎乗すると、道中は内で我慢して直線で末脚が弾け、見事差し切り勝ちを収める。
2015年は2月28日の小倉戦2勝を含む4勝をマーク。特別戦も2勝しており、28日の小倉第11競走皿倉山特別・カンタベリーナイトでは2周目向正面で最後方からスパートし、大外から位置を押し上げ直線で先頭に立つと、内から追い込んできたレイトライザーを抑えて久々のメインレース勝ちを飾る。ゲートはいつも良くなかったが、小倉は良く走った。4月18日の福島第12競走医王寺特別ではカシノワルツで3、4コーナーは少し甘くなるも、最後はきっちりと差し切った。
2016年は1月17日の中京第11競走長篠ステークス・シンデレラボーイで同年初勝利を挙げるが、矢作芳人厩舎が管理する同馬は前2走が外国人騎手とのコンビで9着→4着であり、二本柳とのコンビでは2着2回と相性が良かった。初騎乗の白秋ステークスでは結果的に仕掛けがワンテンポ早かったが12番人気で勝ち馬と叩き合いの末にクビ差2着、連続騎乗の奥多摩ステークスでは勝ち馬に内から伸びられて1馬身半差2着、長篠ステークスでスタートの出が甘かったものの差し切り勝ちした。
2018年3月31日の中山第1競走3歳未勝利・マローネメタリコが最後の勝利となるが、同馬はこの日がデビュー戦で10番人気で制した。同日の第7競走4歳以上500万下・ドラゴンイモン（9頭中7着）が最後の騎乗となり、同期の北村らから花束を贈られ、騎手仲間に胴上げされた。同年引退。
私生活では多くの後輩騎手が兄貴と慕うほどの男ぶりであり、趣味はパチスロであった。同じくパチスロが趣味の仲の良い記者と一緒に打っていた際、記者が「用事があるから帰りますけど、僕の台、間違いなく高設定だから打ちませんか?」と言って台を譲るが、二本柳は下皿に溢れるばかりのコインを記者にサービスでつけておくなど、きっぷの良さも半端ではなかった。
一方で朝に弱く、鈴木厩舎時代には調教助手がモーニングコールをして起こすほどであったが、電話に出た後に、若駒寮（独身寮）の階段で倒れて眠っていたこともあった。
引退後は萩原清厩舎で調教助手となる    。

## 騎乗成績
|            | 日付           | 競馬場・開催  | 競走名               | 馬名               | 頭数 | 人気 | 着順 |
| ---------- | -------------- | ------------- | -------------------- | ------------------ | ---- | ---- | ---- |
| 初騎乗     | 1999年3月6日   | 2回中山3日1R  | 4歳未勝利            | シャインセンター   | 15頭 | 10   | 13着 |
| 初勝利     | 1999年4月11日  | 3回中山6日2R  | 4歳未勝利            | アートフューチャー | 15頭 | 10   | 1着  |
| 重賞初騎乗 | 1999年3月21日  | 2回中山8日11R | スプリングステークス | フライングキッド   | 16頭 | 15   | 5着  |
| 重賞初勝利 | 2003年4月27日  | 1回福島8日11R | カブトヤマ記念       | ストロングブラッド | 13頭 | 9    | 1着  |
| GI初騎乗   | 2000年11月12日 | 5回京都4日11R | エリザベス女王杯     | エイダイクイン     | 17頭 | 10   | 3着  |

| 年度   | 1着 | 2着 | 3着 | 騎乗数 | 勝率 | 連対率 | 複勝率 | 備考                   | 出典   |
| ------ | --- | --- | --- | ------ | ---- | ------ | ------ | ---------------------- | ------ |
| 1999年 | 23  | 10  | 30  | 326    | .071 | .101   | .193   |                        | [ 33 ] |
| 2000年 | 33  | 21  | 31  | 424    | .078 | .127   | .200   |                        | [ 33 ] |
| 2001年 | 38  | 28  | 46  | 552    | .069 | .120   | .203   |                        | [ 33 ] |
| 2002年 | 33  | 29  | 30  | 502    | .066 | .124   | .183   |                        | [ 33 ] |
| 2003年 | 40  | 37  | 37  | 523    | .076 | .147   | .218   | フェアプレー賞（関東） | [ 33 ] |
| 2004年 | 21  | 28  | 20  | 477    | .044 | .103   | .145   |                        | [ 33 ] |
| 2005年 | 16  | 25  | 22  | 445    | .036 | .092   | .142   |                        | [ 33 ] |
| 2006年 | 9   | 13  | 16  | 331    | .027 | .066   | .115   |                        | [ 33 ] |
| 2007年 | 10  | 22  | 24  | 368    | .027 | .087   | .152   |                        | [ 33 ] |
| 2008年 | 4   | 8   | 11  | 255    | .016 | .047   | .090   |                        | [ 33 ] |
| 2009年 | 3   | 4   | 6   | 169    | .018 | .041   | .077   |                        | [ 33 ] |
| 2010年 | 2   | 2   | 3   | 152    | .013 | .026   | .046   |                        | [ 33 ] |
| 2011年 | 0   | 4   | 8   | 139    | .000 | .029   | .086   |                        | [ 33 ] |
| 2012年 | 2   | 2   | 8   | 151    | .013 | .026   | .079   |                        | [ 33 ] |
| 2013年 | 4   | 5   | 5   | 147    | .027 | .061   | .095   |                        | [ 33 ] |
| 2014年 | 2   | 6   | 7   | 168    | .012 | .048   | .089   |                        | [ 33 ] |
| 2015年 | 4   | 4   | 6   | 143    | .028 | .056   | .098   |                        | [ 33 ] |
| 2016年 | 3   | 6   | 5   | 153    | .020 | .059   | .092   |                        | [ 33 ] |
| 2017年 | 4   | 4   | 6   | 131    | .031 | .061   | .107   |                        | [ 33 ] |
| 2018年 | 1   | 1   | 0   | 48     | .021 | .042   | .042   |                        | [ 33 ] |
| 中央   | 252 | 259 | 321 | 5604   | .045 | .091   | .148   |                        | [ 33 ] |
| 地方   | 3   | 3   | 3   | 60     | .050 | .100   | .150   |                        | [ 34 ] |

### 主な騎乗馬
- エイダイクイン（2000年クイーンステークス2着・エリザベス女王杯3着）
- ストロングブラッド（2003年カブトヤマ記念）

その他
- グリーンプラネット（2001年中山牝馬ステークス2着）
- マンハッタンカフェ（2001年セントライト記念4着）
- スマイルトゥモロー
- アッミラーレ
- ブルーコンコルド
- テイエムチュラサン
- ディヴァインライト
- ユキノサンロイヤル